# Dark Knight Dummo
Dark Knight Dummo è un singolo del rapper statunitense Trippie Redd realizzato in collaborazione con Travis Scott, pubblicato il 6 dicembre 2017 come primo estratto dall'album in studio Life's a Trip.

## Video musicale
Il video musicale è stato pubblicato due mesi dopo, nel febbraio 2018, e presenta Redd e Scott che combattono un'orda di zombi in una fattoria. Il video è diretto da White Trash Tyler, ed è stato pubblicato sul canale YouTube ufficiale di Redd; a dicembre 2021 totalizza oltre 151 milioni di visualizzazioni.